# Diplazium atratum
Diplazium atratum är en majbräkenväxtart som beskrevs av Hermann Christ.
Diplazium atratum ingår i släktet Diplazium och familjen Athyriaceae. Inga underarter finns listade i Catalogue of Life.